# ミンネザング
ミンネザング（Minnesang）は、12世紀から14世紀にかけてドイツ語圏において隆盛を極めた抒情詩であり、詩人は作曲もし、伴奏付きで自ら歌った。主題は主として恋愛である。
「ミンネ」（minne）とは、中高ドイツ語で「愛」の意味であり、「ザング」（sang）は現代ドイツ語の「ゲザング」（Gesang、英語のsongに相当）と同じで「歌」の意味である。したがって「ミンネザング」とは「愛の歌」の意味である。
ミンネザングを男女の愛の歌としてのみとらえれば、その詩形は歌謡 (Lied)であったが、宗教詩や政治詩・教訓詩をも含めて広い意味でとらえれば、歌謡 (Lied)、ライヒ (Leich)、および格言詩 (Spruch) の3種があった 。

## 概説
ミンネザングの作り手や演じ手は、「ミンネゼンガー」（Minnesänger）ないし「ミンネジンガー」（Minnesinger）と呼ばれる。ミンネゼンガーは中世フランスのトゥルバドゥールやトゥルヴェールに相当し、これらフランス文化の伝統を受け、中世の貴族社会に伝統的な騎士道精神や「宮廷の愛」について歌った。
信頼できる資料が欠けているため、ミンネゼンガーの社会的地位については多くの議論が重ねられてきた。明らかに高位の王侯貴族に属している人たちもいる。14世紀のマネッセ写本には、皇帝（ハインリヒ6世）を筆頭に、王、侯爵、伯爵、騎士らの歌が作者の肖像画付きで集録されている。逆に、コンラート・フォン・ヴュルツブルクのように庶民の出身者もいる。
ミンネゼンガーの多くは、長い間、身分のあまり高くないミニステリアーレ（Ministeriale）と考えられていたが、近年このような解釈は批判にさらされ、その社会的地位については、大まかに言って、「貴族層と詩作を生業とする詩人」（adlige Herren und Berufsdichter）とした方がよいと主張されている。
ミンネザングの制作と実演を職業としたミンネゼンガーの中には、ヴァルター・フォン・デア・フォーゲルヴァイデやナイトハルト・フォン・ロイエンタールのように傑出した詩人がいる。彼らの中には報酬として―たとえばヴァルター・フォン・デア・フォーゲルヴァイデの場合、神聖ローマ皇帝フリードリヒ2世から―封土を授与される者もいた。
ミンネザングの最も古い史料は、おそらく1150年ごろに遡り、最初期のミンネゼンガーとしてデア・フォン・キューレンベルクやディートマール・フォン・アイストの名が残っている。初期のミンネゼンガーは、12世紀後半に伝統的な手法で作詞を行なっている。
12世紀の末になると、ドイツの抒情詩人は、プロヴァンスのトゥルバドゥールや北フランスのトゥルヴェールの影響を受け始める。これはカンツォーネ形式による詩節構造に明白である。最も基本的なのは7行詩で、ab|ab|cxc という押韻を踏み、音楽はこれに対応して A-A-B 形式となっている。
当時の歌曲は、形式においては厳格にトゥルヴェール歌曲と釣り合っており、フランス由来の旋律に当時のドイツの抒情詩を当てはめることもできる。このような一種の替え歌は、「コントラファクトゥム」ないしは「コントラファクトゥーア」と呼ばれる（英語の医学用語の contrafacture とは意味が異なる）。コントラファクトゥーアの有名な例は、ギオ・デ・プロヴァンスの《"Ma joie premeraine"》によるフリードリヒ・フォン・ハウゼンの《"Ich denke underwilen"》がある。

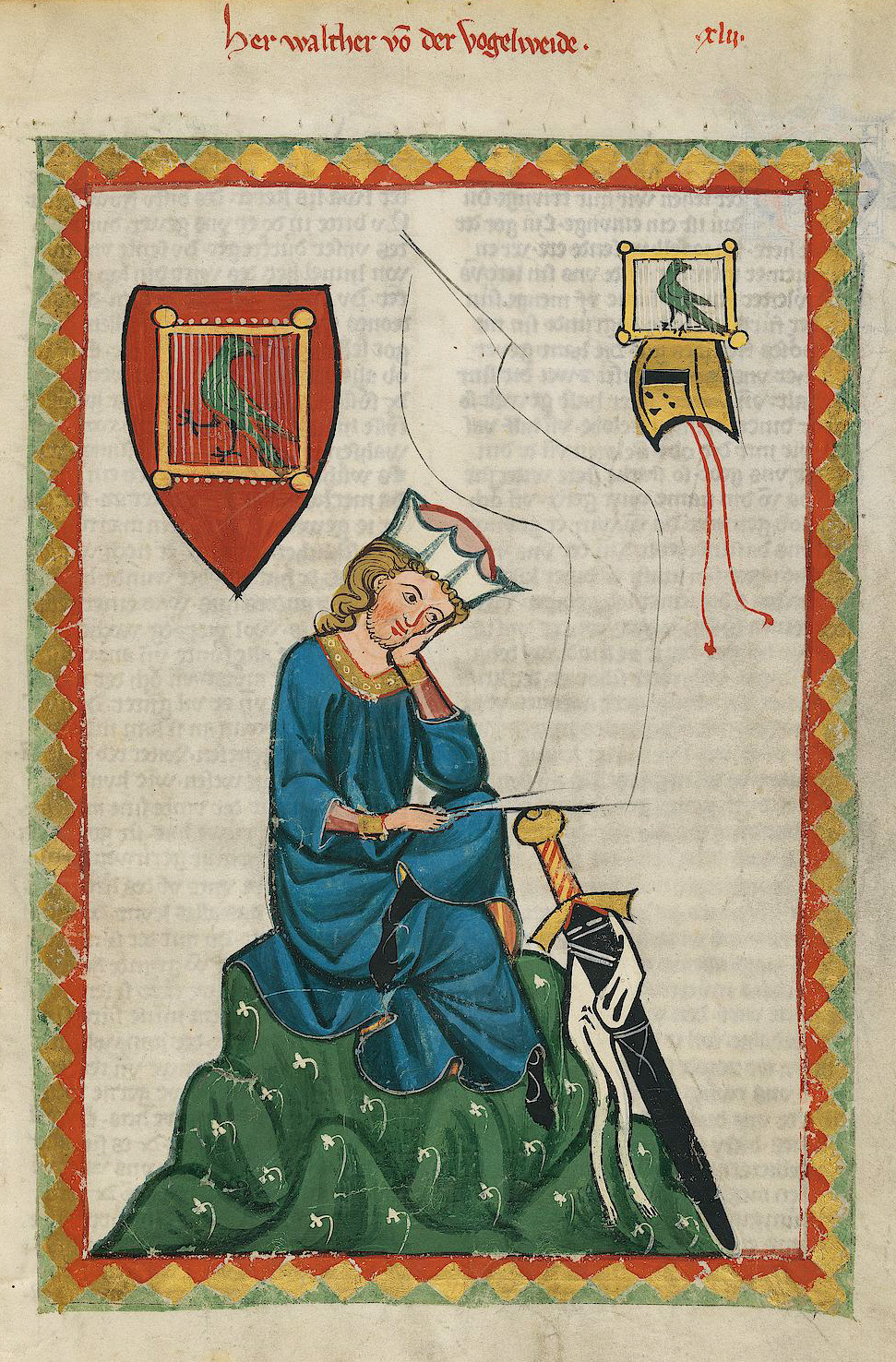
Walther von der Vogelweide

ミンネリートの旋律は、こんにちほんの少ししか伝わっていない。主に15世紀かそれ以降の手稿譜によっているので、元来の旋律とは違ったかたちになっているかもしれない。付け加えると、使われている記譜法が近代的なものとは異なるために、しばしば解読が困難である。旋律の気配はなんとなく察しがつくにしても、リズムがしばしば分かりかねる。
最も重要なミンネゼンガーは、ヴァルター・フォン・デア・フォーゲルヴァイデ、ラインマル・フォン・ハーゲナウ、ハインリヒ・フォン・モ－ルンゲンであるが、優れた叙事詩を著わした、ハインリヒ・フォン・フェルデケ、ヴォルフラム・フォン・エッシェンバッハ、ハルトマン・フォン・アウエも魅力的な歌を書いている。後世に与えた影響の大きさからすると、ミンネザングの革新児ナイトハルト・フォン・ロイエンタールも注目すべき歌人である。中世末期では他に、オスヴァルト・フォン・ヴォルケンシュタイン（Oswald von Wolkenstein）の自伝風の歌も魅力的である。
十字軍の時代を通じて騎士階級が没落すると、上記のような市民階級の出身者がミンネザングの担い手や宮廷楽師として活躍するようになった。ミンネザングの内容も、従来の抒情詩から、より社会性のあるものへと変質をとげ、やがて低迷期を迎えた。
15世紀になるとミンネザングの伝統は、マイスタージンガーないしマイスターゼンガー（Meistersänger）によるマイスターゲザング (Meistergesang) ないしマイスターザング (Meistersang) に道を譲った。とはいえこの二つは全く別々の伝統である。ミンネザングは主に貴族のものだったが、マイスターゲザングは都市の職匠・工匠のものだった。
ミンネゼングの伝統についてはオペラの題材になっており、少なくともリヒャルト・ワーグナーの『タンホイザー』と、リヒャルト・シュトラウスの『グントラム』の2作が有名である。
ミンネゼングを伝える写本は多数存在するが、最も重要な写本はハイデルベルク大学図書館収蔵の
- マネッセ写本 (Codex Manesse oder Die Manessische Liederhandschrift;  Hs. C) ＝大ハイデルベルク歌謡写本 (Die Große Heidelberger Liederhandschrift) "Codex Palatinus Germanicus 848 "
- 同図書館 '小ハイデルベルク歌謡写本' (Die de:Kleine Heidelberger Liederhandschrift; Hs. A)
- シュトゥットガルト州立図書館蔵の『ヴァインガルテン写本（英語版）』 (Die de:Weingartner Liederhandschrift; Hs. B)

の3写本である。
オンラインでは、 http://www.handschriftencensus.deを参照。

## 主要なミンネゼンガー一覧
日本では慣習的に現代ドイツ語読みするので、本稿でもそれに従う。
- アルブレヒト・フォン・ヨハンスドルフ (Albrecht von Johannsdorf) oder (Albrecht von Johansdorf)
- ヴァルター・フォン・デア・フォーゲルヴァイデ (Walther von der Vogelweide)
- ウルリヒ・フォン・ヴィンターシュテッテン（Ulrich von Winterstetten）[7]
- ウルリヒ・フォン・リヒテンシュタイン (Ulrich von Liechtenstein) oder (Ulrich von Lichtenstein)
- ヴォルフラム・フォン・エッシェンバッハ (Wolfram von Eschenbach)
- オスヴァルト・フォン・ヴォルケンシュタイン (de:Oswald von Wolkenstein)[8]
- オットー・フォン・ボーテンラウベン (Otto von Botenlauben)
- ゴットフリート・フォン・ナイフェン (Gottfried von Neifen)
- ゴットフリート・フォン・シュトラースブルク (Gottfried von Straßburg)
- コンラート・フォン・ヴュルツブルク (Konrad von Würzburg)
- タンホイザー (Tannhäuser) oder (Der Tannhäuser)
- デア・フォン・キュレンベルク (Der von Kürenberg) oder (Kürenberg)
- ディートマール・フォン・アイスト (Dietmar von Eist) oder (Dietmar von Aist)
- ナイトハルト・フォン・ロイエンタール (Neidhart von Reuental)
- ハインリヒ・フォン・フェルデケ (Heinrich von Veldeke)
- ハインリヒ・フォン・マイセン (Heinrich von Meißen) = フラウエンロープ (Frauenlob)[9]
- ハインリヒ・フォン・モールンゲン (Heinrich von Morungen)[10]
- ハルトマン・フォン・アウエ (Hartmann von Aue)
- フリードリヒ・フォン・ゾネンブルク (Friedrich von Sonnenburg)
- フリードリヒ・フォン・ハウゼン (Friedrich von Hausen)[11]
- フーゴー・フォン・モントフォルト (Hugo von Montfort)
- メンヒ・フォン・ザルツブルク (Mönch von Salzburg)
- ヨハネス・ハートラウプ (Johannes Hadlaub)
- ラインマル・フォン・ハーゲナウまたはラインマル・デア・アルテ (Reinmar von Hagenau) oder (Reinmar der Alte)
- ラインマル・フォン・ツヴェーター (Reinmar von Zweter)[12]
- ルードルフ・フォン・フェニス＝ノイエンブルク（Rudolf von Fenis-Neuenburg）[13]

## ヴァルター「ぼだい樹の木かげ」
Under der linden
Under der linden

an der heide,

dâ unser zweier bette was,

dâ mugt ir vinden

schône beide

gebrochen bluomen unde gras,

vor dem walde in einem tal,

tandaradei,

schône sanc diu nahtegal.
ぼだい樹の木かげ（高津春久訳）
ぼだい樹の木かげ

あの草原は

あたしたちふたりの寝床があったところ、

花も草も

すっかり折れているのが

見えるでしょう。

谷あいの森のはずれ

タンダラダイ

すてきな歌をナイチンゲールがうたいました。